# Colonia la Cantera
Colonia la Cantera är en ort i Mexiko.   Den ligger i kommunen Pátzcuaro och delstaten Michoacán de Ocampo, i den södra delen av landet, 250 km väster om huvudstaden Mexico City. Colonia la Cantera ligger 2 319 meter över havet och antalet invånare är 170.
Terrängen runt Colonia la Cantera är lite bergig, och sluttar norrut. Runt Colonia la Cantera är det ganska tätbefolkat, med 179 invånare per kvadratkilometer. Närmaste större samhälle är Pátzcuaro, 10,5 km väster om Colonia la Cantera. I omgivningarna runt Colonia la Cantera växer huvudsakligen savannskog.